# Micești
Micești là một xã thuộc hạt Argeș, România. Dân số thời điểm năm 2002 là 4114 người.